# Pattigham
Pattigham osztrák község Felső-Ausztria Riedi járásában. 2022 januárjában 1052 lakosa volt.

## Elhelyezkedése

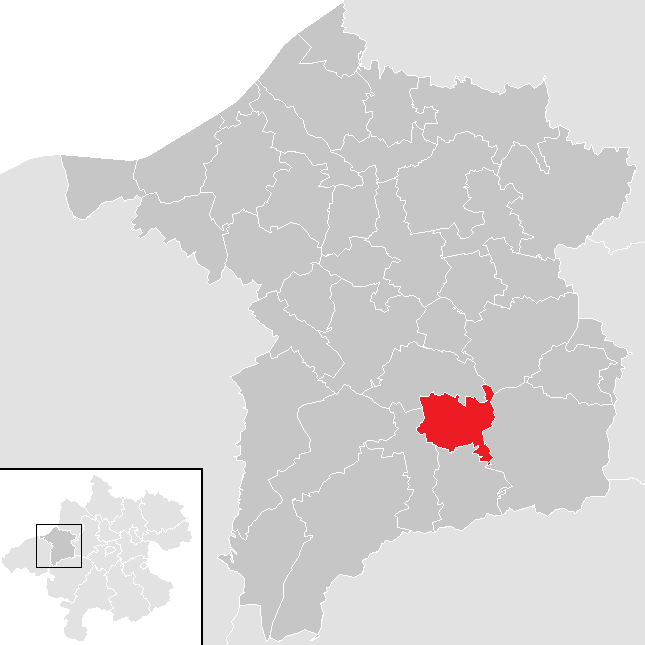
Pattigham a Ried im Innkreis-i járásban

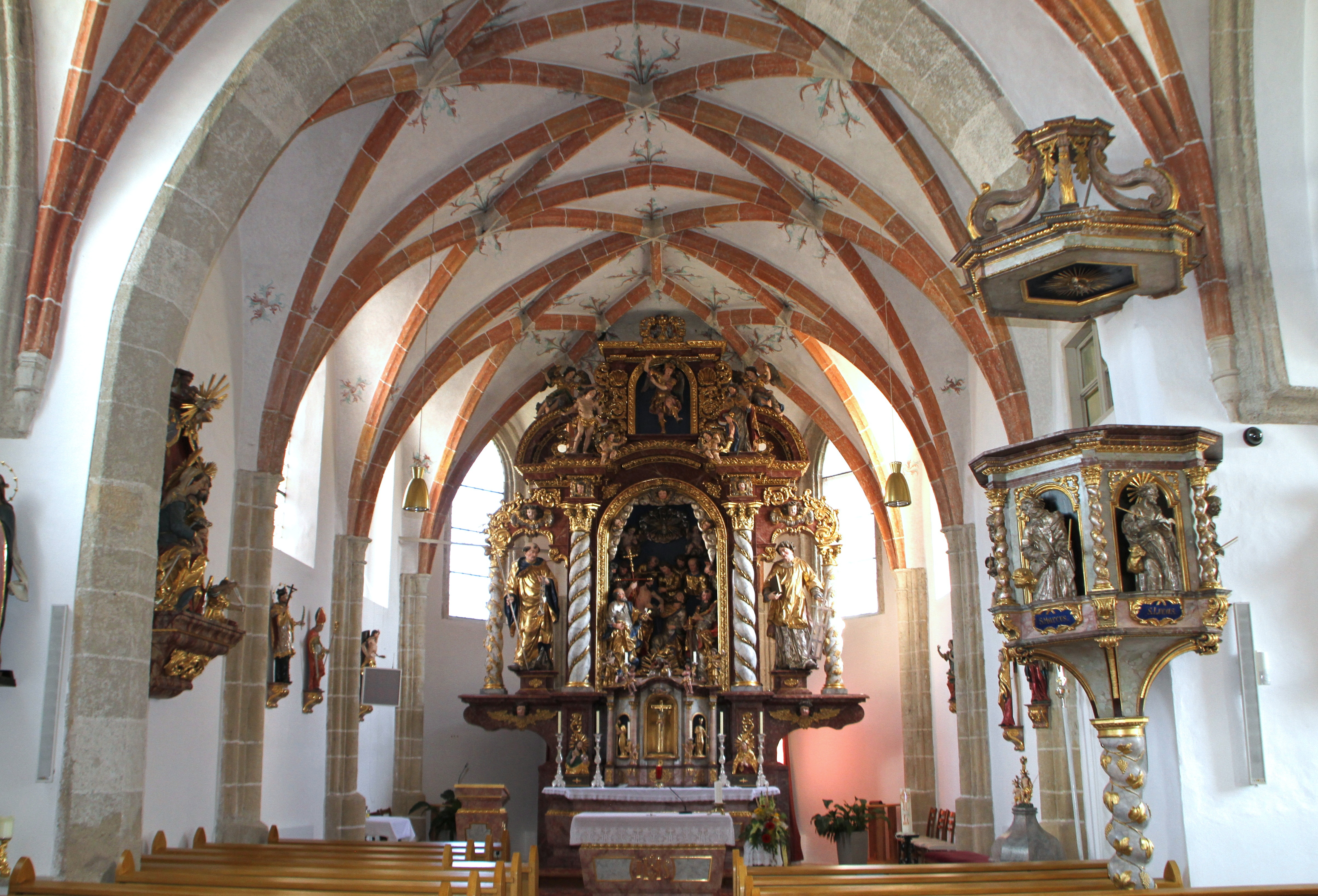
A templom belső tere

Pattigham a tartomány Innviertel régiójában fekszik, az Innviertel-Hausrucki-dombságon, az Oberach folyó mentén. Területének 15,8%-a erdő, 75% áll mezőgazdasági művelés alatt. Az önkormányzat 14 települést és településrészt egyesít: Atzing (23 lakos 2022-ben), Daring (20), Dunzing (121), Haging (63), Hochkuchl (42), Hof (103), Oberbrunn (33), Pattigham (521), Pattighamried (36), Sankt Thomas (20), Schachen (14), Schwarzenbach (13), Senzenberg (9) és Zeilach (34).
A környező önkormányzatok: északra Neuhofen im Innkreis, északkeletre Hohenzell, keletre Eberschwang, délre Pramet, délnyugatra Schildorn.

## Története
Pattighamot 1160-ban említik először az 5. passaui kódexben. A 14-15. században a falu a Hochkuchler családé volt, amely 1463-ban kihalt. 1480-ban a passaui székeskáptalan elrendelte a Szt. Lőrinc-templom megépítését. 1660-ban Ferdinánd Mária bajor választófejedelem kibővíttette a 12. századi, Szt. Tamásnak szentelt kegytemplomot; ezt II. József idejében lebontották. A régió 1779-ig Bajorországhoz tartozott; ekkor a bajor örökösödési háborút lezáró tescheni béke Ausztriának ítélte az Innviertelt. A napóleoni háborúk alatt a falu rövid időre visszatért a francia bábállam Bajországhoz, de 1816 után végleg Ausztriáé lett.
A községi önkormányzat 1850-ben alakult, ekkor 903 lakosa 154 házban élt. Két évvel később Pattigham önálló egyházközséggé vált. Az első világháborúban 31 pattighami veszett oda. Az 1938-as Anschluss után a települést a Harmadik Birodalom Oberdonaui gaujába sorolták be. A második világháborúban 30 pattighami vesztette életét, 22-en eltűntek és ideiglenesen 900 menekültet kellett befogadniuk. A háborút követően Pattigham visszatért Felső-Ausztriához.

## Lakosság
A pattighami önkormányzat területén 2021 januárjában 1052 fő élt. A lakosságszám 1961 óta gyarapodó tendenciát mutat. 2019-ben az ittlakók 95,3%-a volt osztrák állampolgár; a külföldiek közül 2,4% a régi (2004 előtti), 0,9% az új EU-tagállamokból érkezett. 2001-ben a lakosok 96,3%-a római katolikusnak, 1,4% pedig felekezeten kívülinek vallotta magát. Ugyanekkor 2 magyar élt a községben; a legnagyobb nemzetiségi csoportokat a németek (98,8%) mellett a csehek és a bosnyákok alkották 3-3 fővel (0,4%).
A népesség változása:

| 2016 | 887 |
| 2018 | 928 |

## Látnivalók
- a késő gótikus Szt. Lőrinc-plébániatemplom. Barokk főoltára eredetilag a Szt. Tamás-templom számára készült a 17. században.

## Fordítás
- Ez a szócikk részben vagy egészben  a   Pattigham című német Wikipédia-szócikk ezen változatának fordításán alapul.  Az eredeti cikk szerkesztőit annak laptörténete sorolja fel. Ez a jelzés csupán a megfogalmazás eredetét és a szerzői jogokat jelzi, nem szolgál a cikkben szereplő információk forrásmegjelöléseként.